# Plagiobryum zierii
Plagiobryum zierii är en bladmossart som beskrevs av Lindberg 1863. Plagiobryum zierii ingår i släktet puckelmossor, och familjen Bryaceae. Inga underarter finns listade i Catalogue of Life.